# Teedyuscung
Teedyuscung (1700-1763) fou un cap dels lenape, testimoni dels conflictes entre els colons de Pennsilvània i el seu poble per la Walking Purchase. Fou convertit al cristianisme pels germans moravians (s'anomenarà Gideon) i el 1755 fou escollit cap dels lenape. Des del 1756 s'enfrontà contra els colons i contra la Confederació iroquesa, i el 1758 signà el Tractat d'Easton, pel qual deixava de donar suport als francesos de Fort Duquesne. Però el 1762 els anglesos decidiren renegociar el tractat i va morir quan uns desconeguts cremaren la seva cabanya.